# Korsmyra astrakan
Korsmyra astrakan är en äppelsort vars ursprung är Sverige. Äpplets skal är mestadels grönt och rödaktigt. Korsmyra astrakan mognar i september, och håller sig därefter i gott skick endast under en kortare period.